# Darja Nazarowa
Darja Wiaczesławowna Nazarowa (ros. Дарья Вячеславовна Назарова; ur. 16 listopada 1983) – rosyjska zapaśniczka startująca w stylu wolnym. Brązowa medalistka mistrzostw Europy w 2002. Trzecia w Pucharze Świata w 2009; czwarta w 2007; piąta w 2001 i siódma w 2002. Wicemistrzyni świata juniorów w 2000 i 2001. Trzecia w mistrzostwach Rosji w 2007 i 2008 roku.